# Église Saint-Georges de Trouans
Pour les articles homonymes, voir Église Saint-Georges.
L'église Saint-Georges est une église située à Trouans, en France.

## Localisation
L'église est située sur la commune de Trouans, dans le département français de l'Aube.

## Historique
Elle était jadis à la collation du Saint-Sépulcre de Villacerf. L'église date de la fin du XIIe siècle, début du XIIIe. L'abside, le portail et la tour sont de cette époque. Les piliers de la nef ont été repris au XVe siècle. Les chapiteaux sont ornés de feuillages et de têtes. Le transept doublé est du XVIe siècle. La nef charpentée date de 1663. Elle a été refaite à la suite d'un incendie en 1641.
Elle servait de refuge aux habitants en cas de danger car elle communique avec des souterrains de l'ancienne église de Targe.
L'édifice est classé au titre des monuments historiques en 1924.